# 70-й избирательный округ (Острава-город)
70-й избирательный округ (Острава-город) — избирательный округ Сената Чехии, расположенный на территории района Острава-город, а именно на территории городских районов и населённых пунктов Моравска Острава и Прживоз, Марианске Горы и Гулваки, Лготка, Гоштялковице, Нова Вес, Петржковице, Силезская Острава, Радванице и Бартовице, Михалковице, Витковице, Грабова, Нова Бела, Стара Бела, Стара Вес над Ондржейници, Вратимов, Вацлавовице и Шенов.
В настоящий момент округ представляет Зденек Нытра, член партии ODS, избранный на выборах в 2016 году и переизбранный на выборах в 2022 году.

## Список представителей округа
| Выборы | Выборы  | Сенатор | Сенатор           | Избирательная партия | Номинирующая партия | Политическая принадлежность | Сайт    |
| ------ | ------- | ------- | ----------------- | -------------------- | ------------------- | --------------------------- | ------- |
|        | 1996    |         | Мирек Тополанек   | ODS                  | ODS                 | ODS                         | Профиль |
| 1998   | Профиль |         | Мирек Тополанек   | ODS                  | ODS                 | ODS                         |         |
|        | 2004    |         | Лиана Яначкова    | NEZ                  | NEZ                 | Беспартийная                | Профиль |
|        | 2010    |         | Антонин Масталирш | ČSSD                 | ČSSD                | ČSSD                        | Профиль |
|        | 2016    |         | Зденек Нытра      | Независимый          | Независимый         | Беспартийный                | Профиль |
|        | 2022    | SPOLU   | Зденек Нытра      | ODS                  | ODS                 | Профиль                     |         |

## Явка избирателей
|  | Наибольшая явка избирателей |  | Наименьшая явка избирателей |

| Год  | % (1 тур) | % (2 тур) |
| ---- | --------- | --------- |
| 1996 | 29,88     | 28,70     |
| 1998 | 32,82     | 17,37     |
| 2004 | 29,16     | 15,06     |
| 2010 | 38,75     | 22,89     |
| 2016 | 31,59     | 11,90     |
| 2022 | 36,51     | 14,45     |